# Saxon (zespół muzyczny)
Saxon – brytyjski zespół muzyczny wywodzący się z kręgu NWOBHM, założony w 1976 roku (pierwotnie pod nazwą Son of a Bitch) w South Yorkshire. Cechą charakterystyczną ich utworów są opisy życia rockmenów (motocykle i koncerty) oraz motywy batalistyczne. Za największe hity Saxon uważa się: „Crusader”, „Wheels of Steel”, „Suzie Hold On”, „And the Bands Played On”, „Princess of the Night”, „Broken Heroes” oraz „747 (Strangers in the Night)”.

## Muzycy
Obecny skład zespołu
- Peter „Biff” Byford – śpiew (od 1977)[2]
- Paul Quinn – gitara (od 1977)
- Doug Scarrat – gitara (od 1995)
- Nigel Glockler – perkusja (1981–1987, 1988–1998, od 2005)
- Nibbs Carter – gitara basowa (od 1988)

Byli członkowie zespołu
- Graham Oliver – gitara (1977–1995)
- Steve Dawson – gitara basowa (1977–1986)
- Paul Johnson – gitara basowa (1986–1988)
- Pete Gill – perkusja (1977–1981)
- Nigel Durham – perkusja (1987–1988)
- Fritz Randow – perkusja (1998–2004)
- Jörg Michael – perkusja (2004–2005)

Muzycy koncertowi
- Yenz Leonhardt – gitara basowa (2010)

## Dyskografia

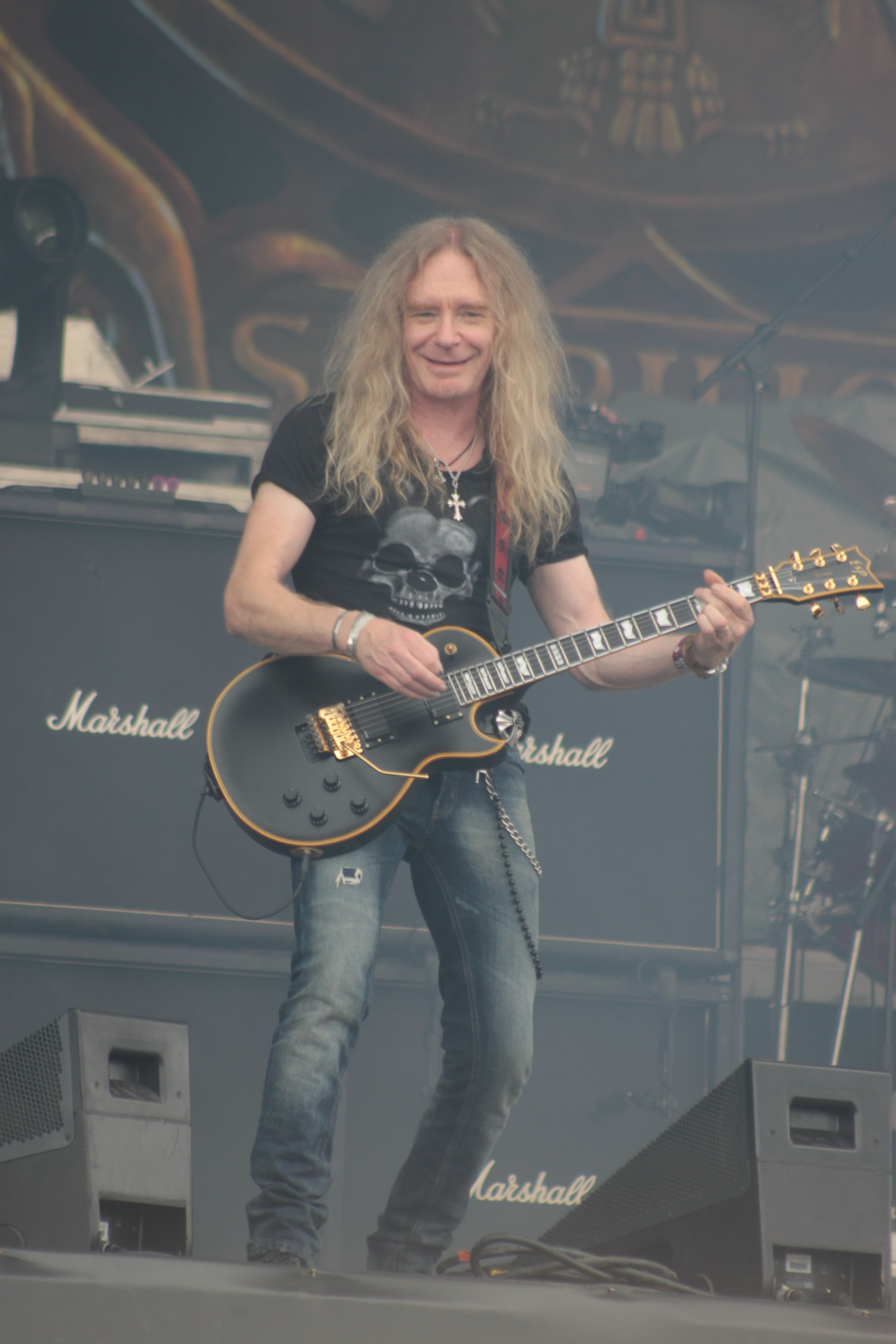
Doug Scarratt, 2013
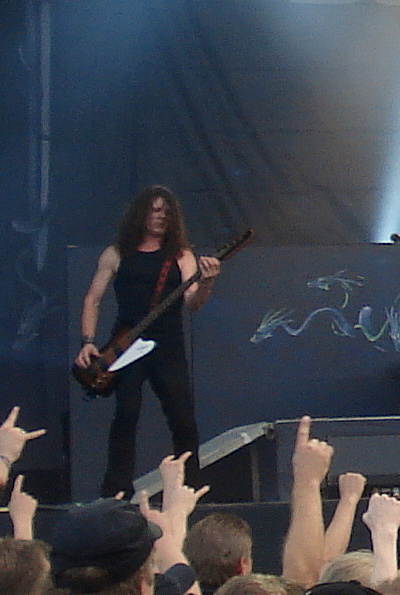
Nibbs Carter, 2009

### Albumy studyjne
| 1979                           | Saxon - Data: 21 maja 1979 - Wydawca: EMI                                        | –   | –  | –  | –  | –   | –  | –  | –  | –   | –   |                     |
| 1980                           | Wheels of Steel - Data: 5 maja 1980 - Wydawca: EMI                               | –   | 36 | –  | –  | –   | –  | –  | 5  | –   | –   | - UK: złota płyta   |
| 1980                           | Strong Arm of the Law - Data: 1 września 1980 - Wydawca: Carrere Records         | –   | 37 | –  | –  | –   | –  | –  | 11 | –   | –   | - UK: złota płyta   |
| 1981                           | Denim and Leather - Data: 5 października 1981 - Wydawca: Carrere Records         | –   | 21 | –  | –  | 39  | –  | –  | 9  | –   | –   | - UK: srebrna płyta |
| 1983                           | Power & the Glory - Data: 21 marca 1983 - Wydawca: Carrere Records               | –   | 9  | –  | –  | 26  | –  | –  | 15 | 155 | –   |                     |
| 1984                           | Crusader - Data: 16 kwietnia 1984 - Wydawca: Carrere Records                     | –   | 15 | –  | –  | 16  | –  | 26 | 18 | 174 | –   |                     |
| 1985                           | Innocence Is No Excuse - Data: 24 czerwca 1985 - Wydawca: EMI                    | –   | 18 | –  | –  | –   | –  | –  | 36 | 133 | –   |                     |
| 1986                           | Rock the Nations - Data: 13 października 1986 - Wydawca: EMI                     | –   | 26 | –  | –  | –   | –  | –  | 34 | 149 | –   |                     |
| 1988                           | Destiny - Data: 20 czerwca 1988 - Wydawca: EMI                                   | –   | 30 | –  | –  | –   | –  | 28 | 49 | –   | –   |                     |
| 1990                           | Solid Ball of Rock - Data: 1990 - Wydawca: Virgin Records                        | –   | –  | –  | –  | –   | –  | 28 | –  | –   | –   |                     |
| 1992                           | Forever Free - Data: 18 maja 1992 - Wydawca: Virgin Records                      | –   | –  | –  | –  | –   | 58 | –  | –  | –   | –   |                     |
| 1995                           | Dogs of War - Data: 1 sierpnia 1995 - Wydawca: Virgin Records                    | –   | –  | –  | –  | –   | 55 | 43 | –  | –   | –   |                     |
| 1997                           | Unleash the Beast - Data: 13 października 1997 - Wydawca: CMC International      | –   | –  | –  | –  | –   | 61 | –  | –  | –   | –   |                     |
| 1999                           | Metalhead - Data: 1 listopada 1999 - Wydawca: Steamhammer                        | –   | –  | –  | –  | –   | 40 | –  | –  | –   | –   |                     |
| 2001                           | Killing Ground - Data: 24 września 2001 - Wydawca: Steamhammer                   | 141 | –  | –  | –  | –   | 29 | –  | –  | –   | –   |                     |
| 2004                           | Lionheart - Data: 20 września 2004 - Wydawca: Steamhammer                        | 103 | 57 | –  | –  | –   | 44 | 62 | –  | –   | –   |                     |
| 2007                           | The Inner Sanctum - Data: 5 marca 2007 - Wydawca: Steamhammer                    | 138 | 39 | –  | –  | –   | 36 | 89 | –  | –   | 162 |                     |
| 2009                           | Into the Labyrinth - Data: 12 stycznia 2009 - Wydawca: Steamhammer               | 87  | 33 | –  | 53 | 83  | 23 | 61 | –  | –   | 232 |                     |
| 2011                           | Call to Arms - Data: 3 czerwca 2011 - Wydawca: Soulfood Music                    | –   | 19 | –  | 55 | –   | 18 | 37 | –  | –   | –   |                     |
| 2013                           | Sacrifice - Data: 1 marca 2013 - Wydawca: UDR Music                              | 61  | 15 | 31 | 54 | –   | 14 | 51 | –  | –   | –   |                     |
| 2015                           | Battering Ram - Data: 16 października 2015 - Wydawca: UDR Music                  | 66  | 13 | –  | 34 | –   | 12 | 21 | 50 | –   | –   |                     |
| 2018                           | Thunderbolt - Data: 2 lutego 2018 - Wydawca: Silver Lining Music                 | 73  | 13 | –  | 18 | 172 | 5  | 6  | 29 | –   | –   |                     |
| 2021                           | Inspirations - Data: 19 marca 2021 - Wydawca: Militia Guard Music                |     |    | –  |    |     |    |    |    | –   | –   |                     |
| 2022                           | Carpe Diem - Data: 4 lutego 2022 - Wydawca: Militia Guard Music                  |     |    | –  |    |     |    |    |    | –   | –   |                     |
| 2023                           | More Inspirations - Data: 24 marca 2023 - Wydawca: Militia Guard Music           |     |    | –  |    |     |    |    |    | –   | –   |                     |
| 2024                           | Hell, Fire and Damnation - Data: 19 stycznia 2024 - Wydawca: Militia Guard Music |     |    | –  |    |     |    |    |    | –   | –   |                     |
| „–” pozycja nie była notowana. |                                                                                  |     |    |    |    |     |    |    |    |     |     |                     |

### Single
| 1979                           | „Backs to the Wall”                | 64 | Saxon                  |
| 1979                           | „Big Teaser”                       | 66 | Saxon                  |
| 1980                           | „747 Strangers in the Night”       | 13 | Wheels of Steel        |
| 1980                           | „Wheels of Steel”                  | 20 | Wheels of Steel        |
| 1980                           | „Motorcycle Man”                   | –  | Wheels of Steel        |
| 1980                           | „Suzie Hold On”                    | –  | Wheels of Steel        |
| 1980                           | „Heavy Metal Thunder”              | –  | Strong Arm of the Law  |
| 1980                           | „Strong Arm of the Law”            | 63 | Strong Arm of the Law  |
| 1981                           | „And the Bands Played On”          | 12 | Denim and Leather      |
| 1981                           | „Never Surrender”                  | 18 | Denim and Leather      |
| 1981                           | „Princess of the Night”            | 57 | Denim and Leather      |
| 1983                           | „Nightmare”                        | 50 | Power & the Glory      |
| 1983                           | „Power and the Glory”              | 32 | Power & the Glory      |
| 1983                           | „Warrior”                          | –  | Power & the Glory      |
| 1984                           | „Do It All For You”                | –  | Crusader               |
| 1984                           | „Just Let Me Rock”                 | –  | Crusader               |
| 1984                           | „Sailing to America”               | –  | Crusader               |
| 1985                           | „Saxon En Espana”                  | –  | Crusader               |
| 1985                           | „Back on the Streets”              | 75 | Innocence Is No Excuse |
| 1985                           | „Broken Heroes”                    | –  | Innocence Is No Excuse |
| 1985                           | „Rock ’N’ Roll Gypsy”              | 72 | Innocence Is No Excuse |
| 1985                           | „Innocence Is No Excuse”           | –  | –                      |
| 1986                           | „Northern Lady”                    | –  | Rock the Nations       |
| 1986                           | „Rock the Nations”                 | –  | Rock the Nations       |
| 1986                           | „Waiting for the Night”            | 66 | Rock the Nations       |
| 1988                           | „I Can't Wait Anymore”             | 71 | Destiny                |
| 1988                           | „Ride Like the Wind”               | 52 | Destiny                |
| 1990                           | „Requiem We Will Remember”         | –  | Solid Ball of Rock     |
| 1992                           | „And the Bands Played On”          | –  | –                      |
| 1992                           | „Iron Wheels”                      | –  | Forever Free           |
| 1995                           | „Dogs of War”                      | –  | Dogs of War            |
| 1997                           | „Absent Friends”                   | –  | Unleash the Beast      |
| 2004                           | „Beyond The Grave”                 | –  | Lionheart              |
| 2007                           | „If I Was You”                     | –  | The Inner Sanctum      |
| 2007                           | „I've Got to Rock (to Stay Alive)” | –  | The Inner Sanctum      |
| 2008                           | „Live to Rock”                     | –  | Into the Labyrinth     |
| 2011                           | „Hammer of the Gods”               | –  | Call to Arms           |
| „–” pozycja nie była notowana. |                                    |    |                        |

### Albumy koncertowe i wideogramy
| 1982                           | The Eagle Has Landed – Live - Data: 1982 - Wydawca: Carrere Records                                        | 30 | 32 | –  | 5 | - UK: srebrna płyta |
| 1983                           | Live in Nottingham, UK (VHS) - Data: 1983 - Wydawca: PolyGram Records                                      | –  | –  | –  | – |                     |
| 1985                           | Live Innocence! (VHS) - Data: 1985 - Wydawca: EMI                                                          | –  | –  | –  | – |                     |
| 1989                           | Rock n’ Roll Gypsies - Data: 1989 - Wydawca: Roadrunner Records                                            | –  | –  | –  | – |                     |
| 1989                           | Greatest Hits Live! (VHS) - Data: 1989 - Wydawca: Castle Communications                                    | –  | –  | –  | – |                     |
| 1990                           | Greatest Hits Live! - Data: 1990 - Wydawca: Castle Communications                                          | –  | –  | –  | – |                     |
| 1990                           | Power & the Glory – The Video Anthology (VHS) - Data: 1990 - Wydawca: EMI                                  | –  | –  | –  | – |                     |
| 1996                           | The Eagle Has Landed Pt. II - Data: 1996 - Wydawca: Virgin Records                                         | –  | –  | –  | – |                     |
| 1997                           | Donnington: The Live Tracks - Data: 1997 - Wydawca: Cass                                                   | –  | –  | –  | – |                     |
| 1998                           | BBC Sessions / Live at Reading Festival ’86 - Data: 1998 - Wydawca: EMI                                    | –  | –  | –  | – |                     |
| 2002                           | Classic Rock Legends (DVD) - Data: 2002 - Wydawca: SPV GmbH                                                | –  | –  | –  | – |                     |
| 2003                           | Live Innocence / The Power and the Glory (DVD) - Data: 2003 - Wydawca: EMI                                 | –  | –  | –  | – |                     |
| 2003                           | The Saxon Chronicles (DVD) - Data: 12 września 2003 - Wydawca: Steamhammer                                 | 12 | –  | 73 | – |                     |
| 2004                           | Live Legends (DVD) - Data: 2004 - Wydawca: Classic Rock Legends                                            | –  | –  | –  | – |                     |
| 2006                           | The Eagle Has Landed Pt. III - Data: 6 czerwca 2006 - Wydawca: Steamhammer                                 | –  | –  | –  | – |                     |
| 2007                           | Transmissions (Live at Nottingham Rock City 1990) - Data: 24 września 2007 - Wydawca: Komet                | –  | –  | –  | – |                     |
| 2007                           | To Hell and Back Again (DVD) - Data: 15 listopada 2007 - Wydawca: SPV GmbH                                 | 15 | –  | –  | – |                     |
| 2011                           | Heavy Metal Thunder – The Movie (DVD) - Data: 25 lipca 2011 - Wydawca: Coolhead Productions                | 11 | –  | –  | – |                     |
| 2012                           | Heavy Metal Thunder – Live – Eagles over Wacken (CD/DVD) - Data: 20 kwietnia 2012 - Wydawca: Militia Guard | –  | –  | 52 | – |                     |
| 2013                           | Live in Germany 1991 - Data: 28 października 2013 - Wydawca: Edsel Records                                 | –  | –  | –  | – |                     |
| „–” pozycja nie była notowana. | |    |    |    |   |                     |

### Kompilacje
| Rok  | Tytuł                             |
| ---- | --------------------------------- |
| 1984 | Strong Arm Metal                  |
| 1987 | The Best                          |
| 1988 | Anthology                         |
| 1990 | Back on the Street                |
| 1991 | Best of Saxon                     |
| 1996 | Champions of Rock                 |
| 1996 | A Collection of Metal             |
| 2000 | Diamonds & Nuggets                |
| 2000 | Rock Champions                    |
| 2001 | Beast of Rock                     |
| 2001 | Masters of Rock                   |
| 2002 | The Very Best Saxon Album Ever    |
| 2002 | Most Famous Hits                  |
| 2002 | Heavy Metal Thunder               |
| 2005 | Midnight Rider                    |
| 2007 | Axe Killer Warrior’s Set (BOX)    |
| 2007 | The Very Best of Saxon: 1979–1988 |
| 2009 | The Best Of                       |
| 2010 | Fire in the Sky                   |
| 2011 | Performance                       |
| 2012 | The Carrere Years 1979–1984       |
| 2012 | EMI Years (1985–1988)             |
| 2013 | Unplugged and Strung Up           |

## Nagrody i wyróżnienia
| Rok  | Kategoria       | Tytułem | Nagroda                         | Nota      | Źródło |
| ---- | --------------- | ------- | ------------------------------- | --------- | ------ |
| 2007 | Best UK Band    | Saxon   | Metal Hammer Golden Gods Awards | Nominacja | [ 20 ] |
| 2009 | Best UK Band    | Saxon   | Metal Hammer Golden Gods Awards | Nominacja | [ 21 ] |
| 2009 | Spirit Of Metal | Saxon   | Metal Hammer Golden Gods Awards | Laur      | [ 22 ] |
| 2012 | Best UK Band    | Saxon   | Metal Hammer Golden Gods Awards | Laur      | [ 23 ] |